# Wolfsegg (Bavière)
Pour les articles homonymes, voir Wolfsegg.
Wolfsegg est une commune de Bavière (Allemagne), située dans l'arrondissement de Ratisbonne, dans le district du Haut-Palatinat.

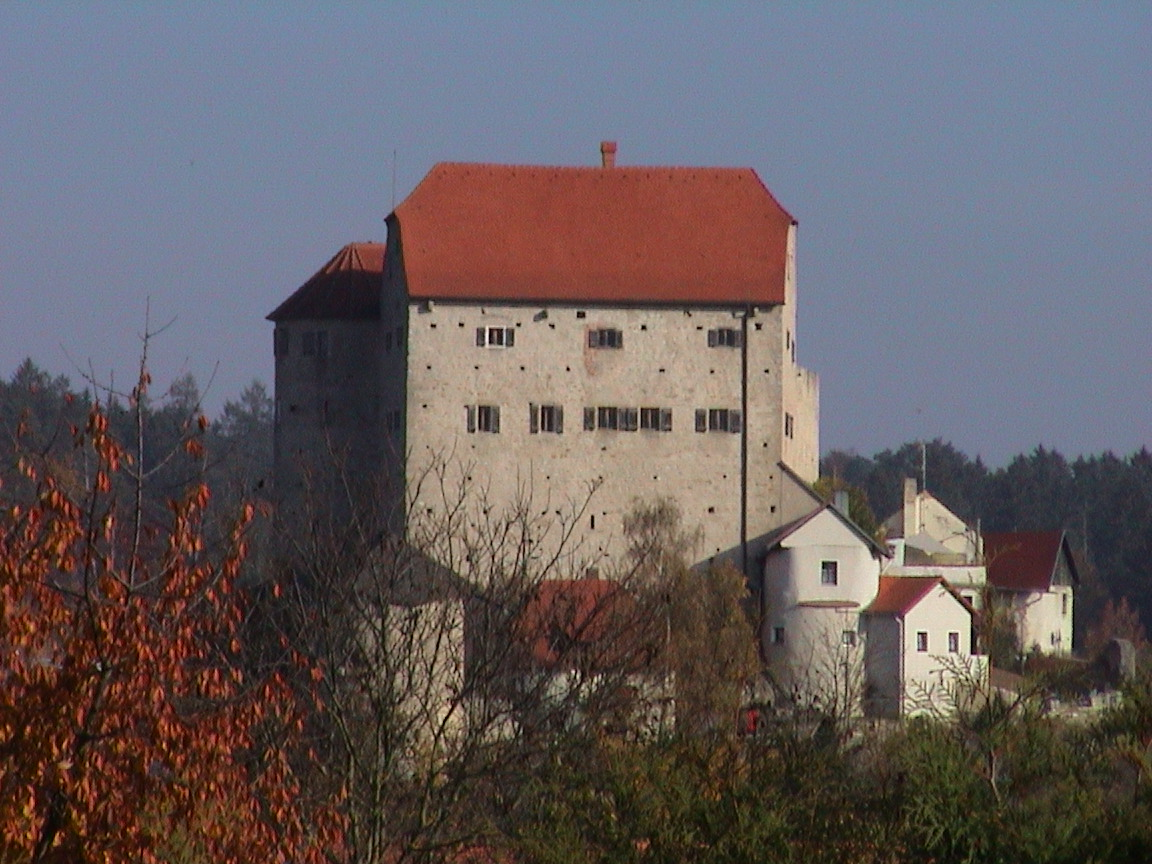
Le château de Wolfsegg